# 천 특성류
대수적 위상수학과 미분기하학에서 천 특성류([陳]特性類, 영어: Chern class)는 복소 벡터 다발에 대한 특성류이다. 매끄러운 다양체 위의 한 벡터 다발에 대한 위상적 불변량이다. 두 벡터 다발이 사실 같은 다발인지 판별하는 데 유용하다.
천 특성류와 천 지표는 아티야-싱어 지표 정리 및 그로텐디크-리만-로흐 정리 등에서 쓰인다.

## 정의
매끄러운 다양체 {\displaystyle M} 위의 복소 벡터 다발 {\displaystyle E}를 생각하자. 벡터 다발에 임의의 코쥘 접속 {\displaystyle A\in C^{\infty }{\big (}T^{*}M\otimes \operatorname {End} (E){\big )}}와 그 곡률
{\displaystyle R_{A}=dA+[A\wedge A]\in C^{\infty }{\big (}\bigwedge {}^{2}T^{*}M\otimes \operatorname {End} (M){\big )}}
를 정하자. 그렇다면 다음 다항식을 정의할 수 있다.
{\displaystyle C(t;A)=\det(1+itR_{A}/2\pi )}.
여기서 {\displaystyle t}는 형식적인 변수다. ({\displaystyle R_{A}}는 2-형식이고, 짝수 차원의 미분형식은 가환하므로 행렬식을 정의할 수 있다.) {\displaystyle C}는 닫혀 있음을 보일 수 있다. 따라서 동치류
{\displaystyle c(t,A)=[C(t;A)]\in \bigoplus _{k}H^{2k}(M;\mathbb {C} )[t]}
를 정의할 수 있다. 이는 코쥘 접속 {\displaystyle A}에 관계없음을 보일 수 있다. 즉
{\displaystyle c(t,A)=c(t)}
이다. 천 특성류의 원소 {\displaystyle c_{k}\in H^{2k}(M,\mathbb {C} )}는 {\displaystyle c(t)}의 테일러 급수
{\displaystyle c(t)=\sum _{k}c_{k}t^{k}}
의 계수다.
실수 벡터 다발에 대해서도 유사한 특성류를 정의할 수 있는데, 이를 폰트랴긴 특성류라고 한다. 또한, 슈티펠-휘트니 특성류도 실수 벡터 다발에 대한 천 특성류에 대응하는 객체로 생각할 수 있다.

### 대수적 천 특성류
천 특성류는 대수기하학에서도 등장한다. 이 경우 천 특성류는 비특이 대수다양체에 대하여 정의되며, 특이 코호몰로지 대신 이보다 더 많은 정보를 담고 있는 저우 환 속의 원소가 된다. 구체적으로, 비특이 준사영 대수다양체 {\displaystyle X} 위에, {\displaystyle r}차원 국소 자유 가군층 {\displaystyle {\mathcal {E}}}가 주어졌을 때, {\displaystyle {\mathcal {E}}}의 (대수적) 천 특성류:429
{\displaystyle c^{\bullet }({\mathcal {E}})\in A^{\bullet }(X)}
는 (정수 계수) 저우 환 {\displaystyle A^{\bullet }(X)}의 원소이다. 마찬가지로, (대수적) 천 지표:431
{\displaystyle \operatorname {ch} ({\mathcal {E}})\in A^{\bullet }(X)\otimes _{\mathbb {Z} }\mathbb {C} }
를 유리수 계수 저우 환 속에 정의할 수 있다.

## 성질
복소수 {\displaystyle n}차원 복소다양체 {\displaystyle M}의 접다발 {\displaystyle TM}의 천 특성류 {\displaystyle c_{k}(TM)}는 {\displaystyle TM}이 {\displaystyle (n-k+1)}개의, 모든 곳에서 선형 독립인 단면을 갖는 것에 대한 방해 조건(영어: obstruction)이다. 즉, {\displaystyle c_{k}(TM)=0}이어야지만 이만큼의 선형 독립 벡터장들이 존재할 수 있다.:8, Remark 1.3.1 특히, {\displaystyle c_{n}(TM)}은 모든 곳에서 0이 아닌 벡터장이 존재할 방해 조건이며, {\displaystyle c_{1}(TM)}은 모든 곳에서 0이 아닌 (복소수) 필바인이 존재할 방해 조건이다.
복소수 {\displaystyle n}차원 복소다양체 {\displaystyle M}의 최고차 천 특성류 {\displaystyle c_{n}(TM)}는 그 오일러 특성류 {\displaystyle e(TM)}과 같다.

## 예
자명한 복소수 벡터 다발의 천 특성류는 항상 0이다. 벡터 다발의 쌍대다발의 천 특성류는 원래 벡터 다발의 천 특성류의 −1배이다.
{\displaystyle c(E^{*})=-c(E)}

### 리만 곡면
콤팩트 리만 곡면 {\displaystyle \Sigma } 위의, 인자 {\displaystyle D}에 대응하는 선다발 {\displaystyle {\mathcal {L}}(D)}의 천 수는 그 차수 {\displaystyle \deg D}와 같다.
{\displaystyle c({\mathcal {L}}(D))=1+(\deg D)[\Sigma ]\in H^{\bullet }(\Sigma ;\mathbb {Z} )}
특히, 리만 곡면의 접다발 {\displaystyle \operatorname {T} \Sigma } 및 표준 선다발(=공변접다발) {\displaystyle \operatorname {T} ^{*}\Sigma }의 차수는 각각 {\displaystyle \chi (\Sigma )=2-2g} 및 {\displaystyle -\chi (\Sigma )=2g-2}이므로, 이들의 천 특성류는 다음과 같다.
{\displaystyle c(\operatorname {T} \Sigma )=1+\chi (\Sigma )[\Sigma ]}
{\displaystyle c(\operatorname {T} ^{*}\Sigma )=1-\chi (\Sigma )[\Sigma ]}
만약 {\displaystyle g=1}일 경우 (원환면 = 복소수 타원 곡면), 접다발 및 표준 선다발이 자명한 선다발임을 알 수 있다. {\displaystyle g\neq 1}일 경우, 리만 곡면 위의 모든 벡터장 {\displaystyle V}은 적어도 하나의 영점을 갖는다. 이는 푸앵카레-호프 정리
{\displaystyle \sum _{z\colon V(z)=0}\operatorname {index} _{z}V=\chi (\Sigma )}
의 한 예이다.

### 복소수 사영 공간
복소수 사영 공간 {\displaystyle \mathbb {CP} ^{n}}의 경우, 다음과 같은 오일러 완전열이 존재한다.
{\displaystyle 0\to {\mathcal {O}}_{\mathbb {CP} ^{n}}\to {\mathcal {O}}_{\mathbb {CP} ^{n}}(1)^{\oplus (n+1)}\to \operatorname {T} \mathbb {CP} ^{n}\to 0}
여기서 {\displaystyle {\mathcal {O}}_{\mathbb {CP} ^{n}}}은 구조층이며, 이는 자명한 선다발이다 (복소수 사영 공간 위에 존재하는 정칙 함수는 상수 함수밖에 없다). {\displaystyle {\mathcal {O}}_{\mathbb {CP} ^{n}}(1)}은 세르 뒤틀림층(={\displaystyle \mathbb {CP} ^{n}}의 정의에 따라 존재하는 선다발의 쌍대 다발)이다.
완전열의 첫 항이 자명하므로, 복소수 사영 공간의 접다발의 천 특성류는 다음과 같다.
{\displaystyle c(\operatorname {T} \mathbb {CP} ^{n})=c({\mathcal {O}}_{\mathbb {CP} ^{n}}(1))^{n+1}=(1+c_{1}({\mathcal {O}}_{\mathbb {C} P^{n}}(1)))^{n+1}}

## 역사
천싱선이 1946년에 도입하였다.

## 같이 보기
- 폰트랴긴 특성류
- 슈티펠-휘트니 특성류
- 오일러 특성류
- 양자 홀 효과